# Старая тюрьма (Вроцлав)
Старая городская тюрьма во Вроцлаве — здание бывшей городской тюрьмы в самом центре города, недалеко от рынка, на ул. Тюремная, 9.
Тюремная улица (пол. Ulica Więzienna) — небольшая улочка, соединяющая Университетскую площадь (пол. Plac Uniwersytecki) с рынком, — получила название от старой городской тюрьмы, находящейся на перекрестке с Ножовничей улицей (пол. ul. Nożownicza). До XI века такое название носила вся улица, затем её начало назвали Рынок отрубей (пол. Targ Otrębami), а в XIII веке — Малый Рынек.

## История
Тюрьма была построена в начале XIV века. Она была квадратная в плане и имела 3 этажа с помещениями для заключённых и стражи. Здание тюрьмы быстро разрасталось: сначала было пристроено два помещения со стороны Тюремной улицы, что превратило тюрьму в прямоугольник в плане, затем появилась пристройка со стороны Ножовничей улицы.
В 1646 году была пристроена уже не существующая в наши дни часовня. В 1500 году тюрьма была модернизирована, в результате чего получился целый комплекс с внутренним двориком. Все работы, связанные с модернизацией здания, были закончены к середине XVI века.
В 1585 году над верхним входом появилась роспись, изображавшая скорбящего Христа, но позднее она была заштукатурена.
Подвальная северная часть тюрьмы была предназначена для особо опасных преступников и для заключённых низких сословий, которые отбывали срок в 1 год и 6 недель. Высокопоставленные и богатые заключённые содержались на нижнем этаже. В восточной части подземелья, напротив входа, находился тюремный совет и помещение пыток. В 1733 году здание могло вместить около ста заключёных. Одним из заключённых этой тюрьмы, согласно местной легенде, был Вит Ствош — немецкий скульптор, который провёл в заключении целый год за подделку векселя.

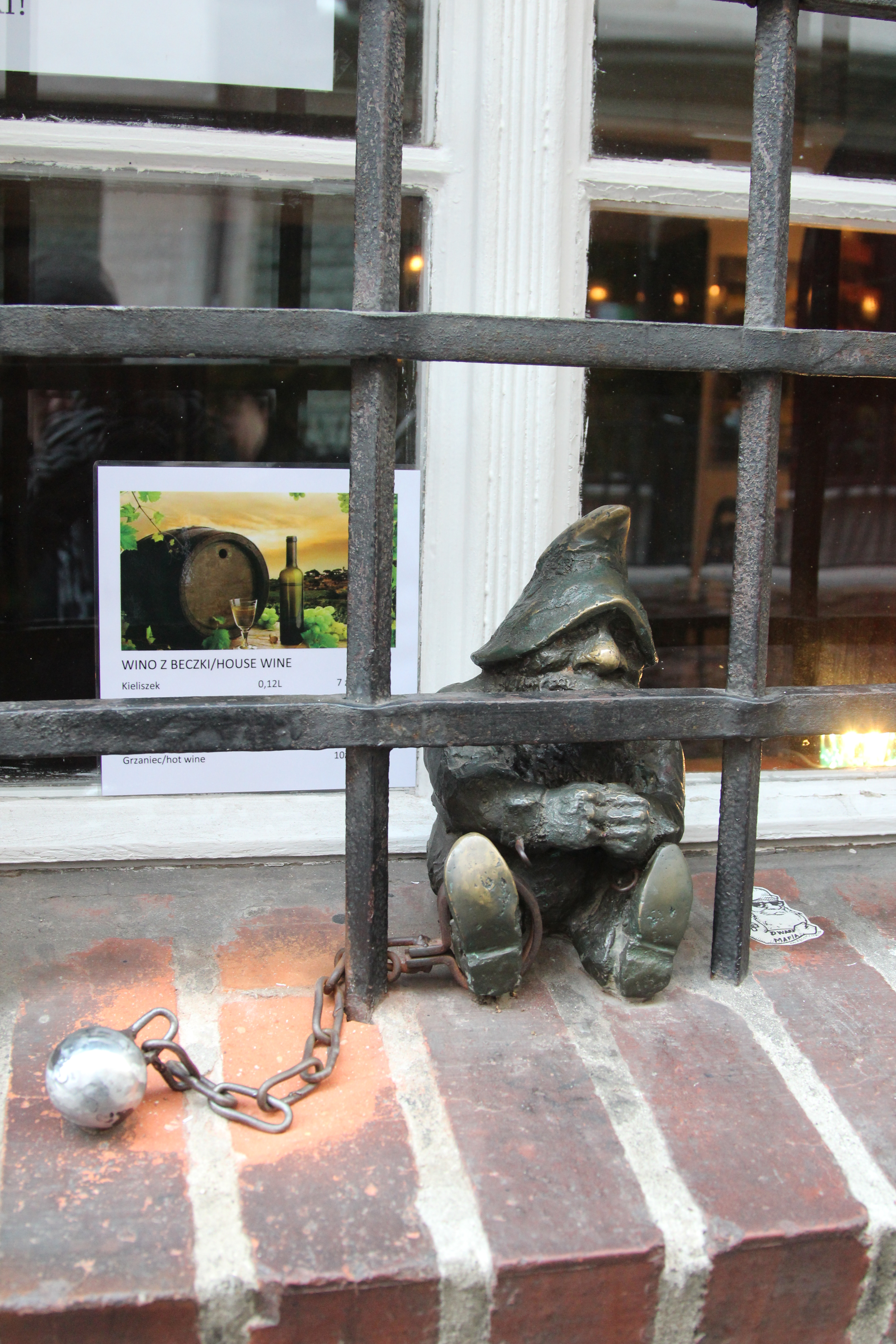
Гном «Узник»

Современный вид тюрьмы сохранился после последней перестройки в 1863 году.
Свою тюремную функцию здание прекратило на переломе XVIII/XIX веков. В 1818 году тут разместился ломбард и благотворительные организации.
В 1912 и 1927 году в здании увеличивали оконные проёмы со стороны Ножовничей улицы. После Второй мировой войны, в 1949 году, здание отреставрировали и укрепили конструкции. А в 1967—1973 годах здание адаптировали под городские нужды, сейчас это Институт археологии и этнологии Польской академии наук (пол. Instytut Archeologii i Etnologii PAN). В подвальных помещениях (где раньше держали заключённых, а также была комната пыток) сейчас располагается паб «Pracoffnia», во внутреннем дворике — кинематографическое кафе Motyla Noga.
На окне, выходящем на Тюремную улицу, находится один из вроцлавских гномов — «Узник» (пол. Więzień).